# Língua toqabaqita

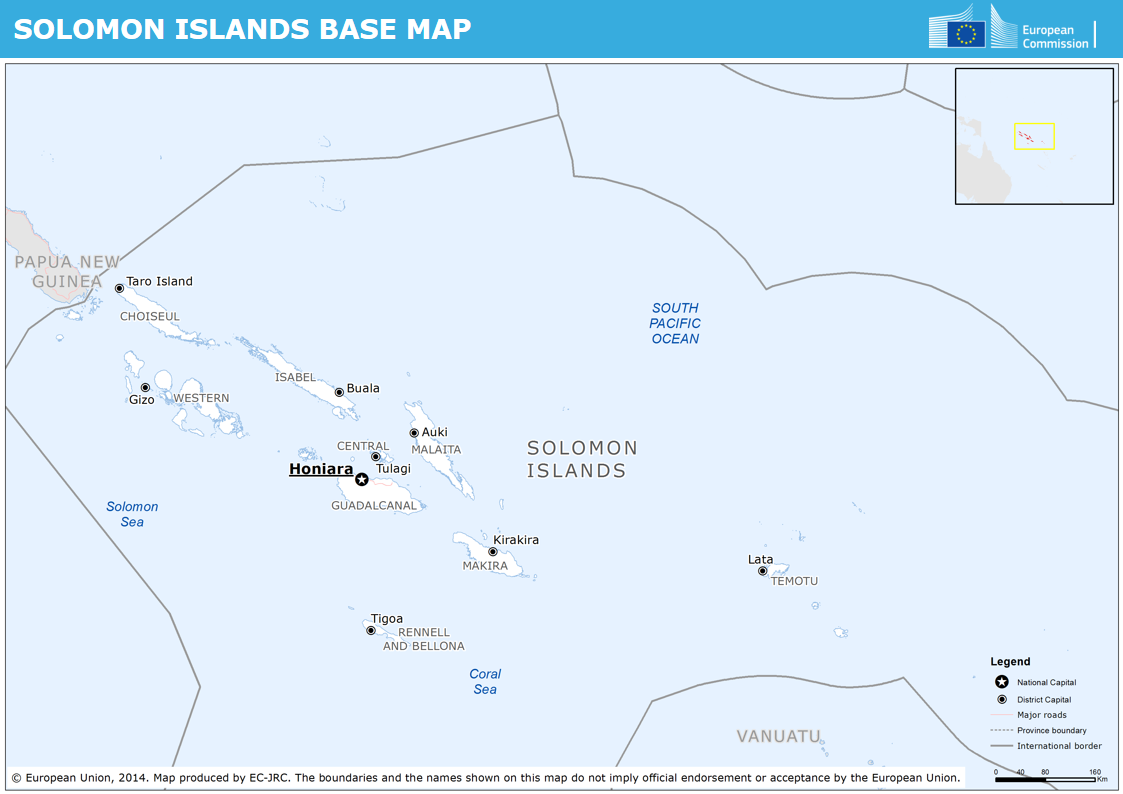
Localização da ilha Malaita nas Ilhas Salomão

Localização das Ilhas Salomão na Oceânia

Toqabaqita (também conhecida como To'abaita, To'ambaita, Malu e Malu'u) é uma língua ativa da família de línguas austronésias falada pelos habitantes da região noroeste da ilha Malaita, a maior ilha na província de Malaita, localizada nas Ilhas Salomão. Estes compõem um número de aproximadamente 12600 falantes.

## Etimologia
Toqabaqita possui mais de uma grafia, mas se configura tanto como exônimo, quanto endônimo. O nome significa literalmente "muitas pessoas", com "toqa" significando "pessoas" e "baqita", "grande/muito".

## Fonologia
Toqabaqita tem 17 fonemas consoantes e 5 vogais.
|             |             | Bilabial | Interdental | Dental | Velar | Labial-velar | Glotal |
| ----------- | ----------- | -------- | ----------- | ------ | ----- | ------------ | ------ |
| Nasal       | Nasal       | m        |             | n      | ŋ     |              |        |
| Plosiva     | Surda       |          |             | t      | k     | k͡p           | ʔ      |
| Plosiva     | Sonora      | b        |             | d      | g     | g͡b           |        |
| Fricativa   | Fricativa   | ɸ        | θ           | s      |       |              |        |
| Aproximante | Aproximante |          |             |        |       | w            |        |
| Lateral     | Lateral     |          |             | l      |       |              |        |
| Vibrante    | Vibrante    |          |             | r      |       |              |        |

/k͡p/ e /g͡b/ são duplamente articulados – são labio-velares plosivas. A pré-nasalização (quando a nasalização procede a articulação oral) é uma característica das consoantes Toqabaqita, incluindo todas as plosivas sonoras, ou seja, /mb /, / nd /, / ŋg / e / ŋg͡b /, e da semivogal / ŋw /, que com a pré-nasalização se comporta como um som velar. O grau de pré-nasalização varia, sendo determinado por sua posição na palavra.
As fricativas não estridentes /φ/ e /θ/ são vozeadas quando entre vogais e se tornam /β/ e /ð/, respectivamente. Esse "vozeamento" se dá sempre dentro de uma palavra ou entre o limites de duas em que não haja uma pausa entre elas (exceto quando o "stress" (acento tônico) atua na situação).
|             | Anterior | Central | Posterior |
| ----------- | -------- | ------- | --------- |
| Fechada     | ɪ        |         | ʊ         |
| Meio-Aberta | ɛ        |         | ɔ         |
| Aberta      |          | a       |           |

Vogais podem ser longas, mas existe uma proibição para a presença de duas vogais longas consecutivas. As regras para definir essas situações são as seguintes:
I) Vogais são longas quando estão logo no início da palavra:
- /ɔnɛ/ -> /ɔ:nɛ/ (areia)

II) A segunda de duas vogais seguidas é longa se a primeira está em uma sílaba com "stress", exceto quando a primeira vogal está no início da palavra (ou seja, a regra I prevalece sobre a II):
- /dɔɔ/ -> /dɔ́ɔ:/ (coisa)

III) A primeira de duas vogais seguidas é longa se nenhuma delas está em uma sílaba com "stress":
- /lakɔɔ/ -> /lákɔ:ɔ/ (aquilo (ali))

### Tons
A tonicidade ("stress") não é indicada pelos fonemas, mas é possível que duas palavras compostas sejam diferenciadas apenas pela posição do acento. O acento primário é indicado por (′), e o secundário por (`).

## Distribuição
A língua Toqabaqita possui aproximadamente 12600 falantes que habitam a ponta noroeste da ilha Malaita, a maior ilha da província de Malaita, nas Ilhas Salomão.
Alguns pesquisadores a consideram um dialeto da língua "Malaita do Norte", junto com "Baeguu", "Baelelea" e "Fataleka", já que existem várias línguas muito linguisticamente próximas faladas em Malaita; todavia, até onde se sabe, entre a população Toqabaqita não há uma concepção de uma língua da qual todas estas seriam dialetos, mas eles reconhecem as semelhanças entre elas e outras línguas faladas na ilha.

## Ortografia
A língua Toqabaqita usa uma forma do alfabeto latino sem as letras C, H, J, P, V, Y, X, Z. Utilizam-se as formas Gw, Kw, Ng, Th. As convenções de escrita Toqabaqita atuais seguem as estabelecidas por missionários da "Missão Evangélica do Mar do Sul" em sua tradução do Novo Testamento.
| fonema | símbolo ortográfico |
| ------ | ------------------- |
| a      | a                   |
| b      | b                   |
| d      | d                   |
| ɛ      | e                   |
| ɸ      | f                   |
| g      | g                   |
| g͡b     | gw                  |
| ɪ      | i                   |
| k      | k                   |
| k͡p     | kw                  |
| l      | l                   |
| m      | m                   |
| n      | n                   |
| ŋ      | ng                  |
| ɔ      | o                   |
| ʔ      | q                   |
| r      | r                   |
| s      | s                   |
| t      | t                   |
| θ      | th                  |
| ʊ      | u                   |
| w      | w                   |

## Gramática

### Verbos

#### Tempos
A língua Toqabaqita possui uma oposição básica de tempos verbais que consiste em "futuro" e "não-futuro". Dentro do futuro existem 3 subdivisões mais específicas: futuro geral, futuro imediato e futuro próximo. Também existe um tipo de "passado no passado", que não é unicamente associado ao tempo "não-futuro".

#### Aspectos
Formalmente, os aspectos gramaticais são divididos em: imperfectivo (inclui os progressivos e habituais), continuativo/iterativo e frequentativo. No limite do que está incluso ou não na categoria aspectual está a noção de "completude do evento", expressada pelas partículas sui e, menos comumente, danga.

#### Modo
O Modo Interrogativo é composto por dois tipos básicos de sentença: interrogativas fechadas e interrogativas abertas, que se diferenciam pela resposta da pergunta ser fechada ou aberta, respectivamente. As interrogativas fechadas do Toqabaqita são divididas em 2 subtipos: polar (perguntas de resposta "sim ou não") e alternativa (perguntas que citam as opções das quais o interlocutor deve escolher; "isso ou aquilo").
O Modo Imperativo tem uma variedade de meios gramaticais para ser formado, porém em quase todos os casos os elementos gramaticais para formar os imperativos possuem outras funções também. Essas incluem os marcadores de sujeito: "não-futuro", futuro, sequencial, negativo, "desortativo" e, em dois casos, o imperativo. Uma divisão também é feita entre imperativos positivos e negativos. Os imperativos positivos possuem três tipos: "não-futuro" (inclui dois marcadores de sujeito imperativos), sequencial e futuro. Existem duas estratégias gramáticas para se expressar imperativos negativos, mas apenas uma é utilizada hoje em dia (a "desortativa" é considerada arcaica). Imperativos normalmente são direcionados a pessoas, mas também podem ser direcionados a outros seres (como animais). 

#### Evidencialidade
O marcador irrealis é usado para sinalizar que o falante não se compromete completamente à veracidade do que está dizendo (a situação é uma possibilidade, não uma certeza; existe alguma evidência de que pode talvez ser ou ter sido real; as circunstâncias indicam que pode vir a acontecer, mas sem garantia) ou para expressar "contra-fatualidade", geralmente se referindo ao passado (um cenário provável ou esperado que, no fim, não veio a ocorrer). 

### Pronomes

#### Pronomes Pessoais
|                     | singular | duplo    | plural                            |
| ------------------- | -------- | -------- | --------------------------------- |
| 1a pessoa-exclusivo | nau      | kamareqa | kamiliqa, kamaliqa, kami*         |
| 1a pessoa-inclusivo |          | koro     | kulu, kia*                        |
| 2a pessoa           | qoe, qoo | kamaroqa | kamuluqa, kamaluqa, kamiu*, kamu* |
| 3a pessoa           | nia      | keeroqa  | kera, kiiluqa                     |

Todos os pronomes plurais possuem variantes. Estas estão ordenadas de forma que as listadas primeiro são as mais comuns. As formas marcadas com * são características da fala das mulheres em tempos antigos (mesmo não sendo utilizadas na atualidade, ainda são lembradas por alguns falantes).

#### Pronomes Interrogativos
| Toqabaqita                             | Tradução                                     |
| -------------------------------------- | -------------------------------------------- |
| Tei                                    | Quem?                                        |
| Taa                                    | Que?/Qual?                                   |
| Qufita                                 | Como?/O que? (verbo intransitivo)            |
| Qufita-a                               | Como?/O que? (verbo transitivo)              |
| Fita                                   | Quantos? (quantificador cardinal)            |
| Fita-na                                | Quantos? (substantivo quantificador ordinal) |
| Fei                                    | Onde? (advérbio)                             |
| Fania/Fana                             | Onde?/Como?(partícula)                       |
| Nii fania ade-la-na/Nii fana ade-la-na | Como assim?                                  |
| Angita                                 | Quando?                                      |
| Tafa                                   | Que parte do corpo da pessoa/do animal?      |

#### Pronomes Sujeito
A língua Toqabaqita possui sufixos de indexação de sujeito que aparecem no verbo e indicam os tempos verbais:
|                           | "não-futuro"     | futuro/imperfeito | sequencial | negativo   | "desortativo" |
| ------------------------- | ---------------- | ----------------- | ---------- | ---------- | ------------- |
| 1ap do singular           | ku               | kwai              | kwa        | kwasi      | kwata         |
| 2ap do singular           | qo, qoi          | qoki              | qoko       | qosi       | qoto          |
| 3ap do singular           | qe, e            | kai               | ka         | si         | ta            |
| 1ap dupla (exclusivo)     | mere             | meki              | meka       | mesi       | meta          |
| 1ap dupla (inclusivo)     | koro             | koki              | koka, koko | kosi       | kota          |
| 2ap dupla                 | moro, mori       | moki              | moka, moko | mosi       | mota          |
| 3ap dupla                 | kero             | keki, kiki        | keko, kiku | kesi, kisi | keto          |
| 1ap do plural (exclusivo) | mili             | miki              | mika       | misi       | mita          |
| 1ap do plural (inclusivo) | kulu             | kuki              | kuka       | kusi       | kuta          |
| 2ap do plural             | mulu             | muki              | muka, muku | musi       | muta          |
| 3ap do plural             | kera, kere, kilu | keki, kiki        | keka, kiku | kesi, kisi | keta          |

#### Pronomes de Objeto
Os verbos transitivos da Classe 1 só possuem sufixos de indexação de objeto para a 3a pessoa, sendo eles: -a para objetos diretos singulares, -daroqa para categorias duplas e -da para objetos plurais.
- Qo riki-a? -> você viu ele/ela/isso?[24]
- Qo riki-daroqa? -> você viu eles/elas (dois)?[24]
- Qo riki-da? -> você viu eles/elas?[24]

Já os verbos transitivos da Classe 2 possuem sufixos de indexação de objeto para cada variação gramática de pessoa e número e seguem um padrão similar aos Pronomes Pessoais Independentes:
|                 | singular | duplo   | plural                         |
| --------------- | -------- | ------- | ------------------------------ |
| 1ap (exclusivo) | -ku      | -mareqa | -miliqa, -maliqa, -mi*, -miqa* |
| 1ap (inclusivo) |          | -karoqa | -kuluqa, -kulaqa, -ka*         |
| 2ap             | -mu      | -maroqa | -muluqa, -maluqa, -miu*        |
| 3ap             | -na, -a  | -daroqa | -da, -daluqa                   |

As variantes estão ordenadas de forma que as listadas primeiro são as mais comuns. As formas marcadas com * são características da fala das mulheres em tempos antigos (mesmo não sendo utilizadas na atualidade, ainda são lembradas por alguns falantes). As duas formas da 3a pessoa do singular (na e a) têm seu uso determinado foneticamente, de maneira que não haja três vogais seguidas.
- taqe-fuil-a maka nia -> (de um filho) substituir seu pai[26]
- Nia bingo qa-na, qe aqi si thaitoqoma-na ->  ele estava dormindo (e) nem sabia (d)isso[26]

### Substantivos
Os substantivos Toqabaqita podem ser classificados de diversas maneiras. Em uma das classificações, há uma distinção entre substantivos próprios e substantivos comuns. 
Os substantivos comuns podem aparecer com certos "modificadores" que normalmente não acompanham os substantivos próprios, como os marcadores de partitivo/diminutivo ou os classificadores: 
- si (partitivo) kafo -> um pouco da água
- teqe gwa (classificador) iqa  -> um peixe

Dentre os substantivos comuns, existe uma distinção baseada na "animação", sendo esta: substantivos animados superiores (relacionados a "humanos", por exemplo) e substantivos animados inferiores/substantivos inanimados (relacionados a objetos, por exemplo).
Os substantivos comuns também são sub-classificados em substantivos de massa e de contagem. Apenas os de contagem normalmente podem ser tratados como plural, por meio do marcador plural ki, numerais, o quantificador indefinido tai, os marcadores de sujeito e os sufixos pessoais:
- Kini lakoo ki (plural), ku dora -> Aquelas mulheres que eu não conheço

### Sentença

#### Ordem da frase e Alinhamento
A ordem básica que a língua Toqabaqita segue é sujeito - predicado - X. Em que "X" pode ser qualquer outro elemento que não seja o sujeito ou o predicado. O alinhamento da língua é do tipo nominativo-acusativo. 
- [Toqa baa ki](sujeito) [keki fula](predicado) [i qusungadi](adjunto) -> As pessoas vão chegar amanhã

## Vocabulário

### Numerais
A língua Toqabaqita possui seu próprio sistema de contagem, mas os falantes também utilizam os numerais da língua Pijin.
| No   | Toqabaqita                | Pijin   |
| ---- | ------------------------- | ------- |
| 1    | eta/teqe                  | wan     |
| 2    | rua/roo                   | tu      |
| 3    | ulu                       | tri     |
| 4    | fai                       | fo      |
| 5    | lima                      | faev    |
| 6    | ono                       | siks    |
| 7    | fiu                       | seven   |
| 8    | kwalu                     | eit     |
| 9    | sikwa                     | naen    |
| 10   | taafulu/taafuli/tangafulu | ten     |
| 100  | talanga                   | handred |
| 1000 | toqoni                    | taosen  |

### Provérbios
Tarafulaa's são provérbios tradicionais que são associados com histórias reais ou apócrifas e são atribuídos a um personagem (humano ou não). Alguns exemplos de frases que incluem Tarafulaa's são:
- Roowane, ma tarafula-a qaburu i Ratane, "Imol=e jaa-fanga bolo ka mae"  -> Cara! [Você sabe] o provérbio do ogro de Ratane: "Uma pessoa come até ele ou ela morrer." (uma resposta usada por pessoas sendo provocadas por comer muito em um festival ou refeição comunal)[34]
- Tarafula-a suli-a thato neri: Sa ka taatala laqué qe=aqi -> O provérbio sobre o Sol [é assim]: Ele nunca vai mudar (ele sempre vai nascer no mesmo lugar, ou seja, algumas coisas nunca mudam)[35]